# RJ Nembhard
Ruben R. « RJ » Nembhard Jr., né le 22 mars 1999 à Keller dans le Texas, est un joueur américain de basket-ball évoluant aux postes de meneur et arrière.

## Biographie

### Université
Après quatre saisons avec les Horned Frogs de TCU, il présente officiellement sa candidature pour la draft 2021 le 29 mars 2021.

### NBA
Il n'est pas sélectionné lors de la draft 2021 de la NBA. 
Le 16 octobre 2021, il signe un contrat two-way en faveur des Cavaliers de Cleveland pour la saison à venir. Début avril 2022, son contrat est converti en un contrat standard. Il est coupé le 7 avril 2022. Le 10 avril 2022, il signe à nouveau un contrat two-way. Il est coupé en octobre 2022.

## Statistiques

### Universitaires
Les statistiques de RJ Nembhard en matchs universitaires sont les suivantes :
| Saison    | Équipe   | Matchs | Titul. | Min./m | % Tir | % 3pts | % LF | Rbds/m. | Pass/m. | Int/m. | Ctr/m. | Pts/m. |
| --------- | -------- | ------ | ------ | ------ | ----- | ------ | ---- | ------- | ------- | ------ | ------ | ------ |
| 2017-2018 | TCU      | 6      | 0      | 5,5    | 28,6  | 0,0    | 25,0 | 1,00    | 0,80    | 0,00   | 0,20   | 1,50   |
| 2018-2019 | TCU      | 36     | 8      | 17,2   | 35,1  | 29,9   | 61,5 | 2,10    | 0,90    | 0,50   | 0,40   | 4,40   |
| 2019-2020 | TCU      | 29     | 28     | 32,1   | 36,6  | 31,3   | 74,0 | 3,80    | 3,50    | 1,00   | 0,20   | 12,10  |
| 2020-2021 | TCU      | 24     | 24     | 34,9   | 40,0  | 33,9   | 77,8 | 4,30    | 4,00    | 1,10   | 0,20   | 15,70  |
| Carrière  | Carrière | 95     | 60     | 25,5   | 37,5  | 31,4   | 72,4 | 3,10    | 2,50    | 0,80   | 0,30   | 9,40   |

## Distinctions personnelles
- Third-team All-Big 12 (2021)